# Université complutense de Madrid
 (juillet 2022).
Si vous disposez d'ouvrages ou d'articles de référence ou si vous connaissez des sites web de qualité traitant du thème abordé ici, merci de compléter l'article en donnant les références utiles à sa vérifiabilité et en les liant à la section « Notes et références ».
Pour les articles homonymes, voir Complutense et Université de Madrid (homonymie).
L'université Complutense de Madrid (en espagnol : Universidad Complutense de Madrid), connue officieusement comme « la Complutense », autrefois appelée université Centrale (Universidad Central) et université de Madrid (Universidad de Madrid), est l'une des principales et plus prestigieuses universités d'Espagne et du monde hispanophone. Fondée en 1822 à partir de la réunion dans une seule institution des compétences prévues à différents sites, y compris les études royales du collège Saint-Isidore, le musée royal des sciences naturelles de Madrid et l'université d'Alcalá, elle est considérée comme l'une des plus vieilles universités du monde.
Elle dispose de deux campus : le campus de la Moncloa et celui de Somosaguas, outre le bâtiment historique situé au centre de Madrid, dans la rue San Bernardo, Malasaña.
Sur les huit lauréats espagnols du prix Nobel, sept ont étudié ou étaient professeurs à l'université Complutense. Parmi eux, le prix Nobel de physiologie ou médecine Severo Ochoa et Santiago Ramón y Cajal et le Nobel de littérature José Echegaray, Camilo José Cela, Vincente Aleixandre, Jacinto Benavente et Mario Vargas Llosa. D'autres figures notables ont également été étudiants à l'université Complutense que ce soit en arts, sciences, philosophie ou politique espagnole et universelle comme Antonio Machado, Federico García Lorca, Gregorio Marañón, Manuel Azaña, Miguel de Unamuno et José Ortega y Gasset. Les deux derniers seraient les fondateurs de l'école philosophique appelé École de Madrid. Le centre de diffusion était la faculté de philosophie et de lettres (maintenant faculté de philosophie) de l'université complutense de Madrid. Le roi Juan Carlos Ier y a également étudié le droit, l'économie et les finances publiques quand il était prince d'Espagne ; et sa fille, l'infante Doña Cristina de Borbón, y a fait sa carrière universitaire de science politique.
À l'échelle internationale, la Complutense a conclu des accords de coopération avec certaines des universités les plus prestigieuses au monde, telles l'université d'Oxford, l'université Paris 1 Panthéon-Sorbonne, l'université de Rome La Sapienza et l'université Harvard.
La bibliothèque de l'université Complutense de Madrid, avec un fonds de 2 941 815 volumes, est la plus grande bibliothèque universitaire en Espagne et la deuxième plus grande bibliothèque dans le pays après la Bibliothèque nationale d'Espagne.

## Symboles
L'écu et le sceau de l'université se blasonnent ainsi : « Ajedrezado, de oro y gules, cargado de tortillo, de plata, sobrecargado de un sol, de oro, rodeado de la leyenda Libertas Perfundet Onmnia Luce en letras del mismo metal, al timbre, coronel, orlado el escudo del cordón de San Francisco, de plata. Por soporte, el cisne de plata, picado y membrado de gules. El conjunto se encierra en una suerte de cinta de plata, cargada de la expresión VNIVERSITAS COMPLVTENSIS MATRITENSIS ».
Échiqueté d'or et de gueules chargé d'un besant d'argent au soleil d'or
entouré de la devise  Libertas Perfundet Onmnia Luce en lettres de sable, l'écu bordé d'or, la bordure orlée du cordon de Saint François d'argent, timbŕé d'une couronne. Comme support un cygne d'argent bécqué et membré de gueules. Le tout entouré d'un listel d'argent chargé des mots VNIVERSITAS COMPLVTENSIS MATRITENSIS
La bannière se compose d'un tissu de gueules (Pantone 200) chargés en son centre avec le l'écu.

## Histoire

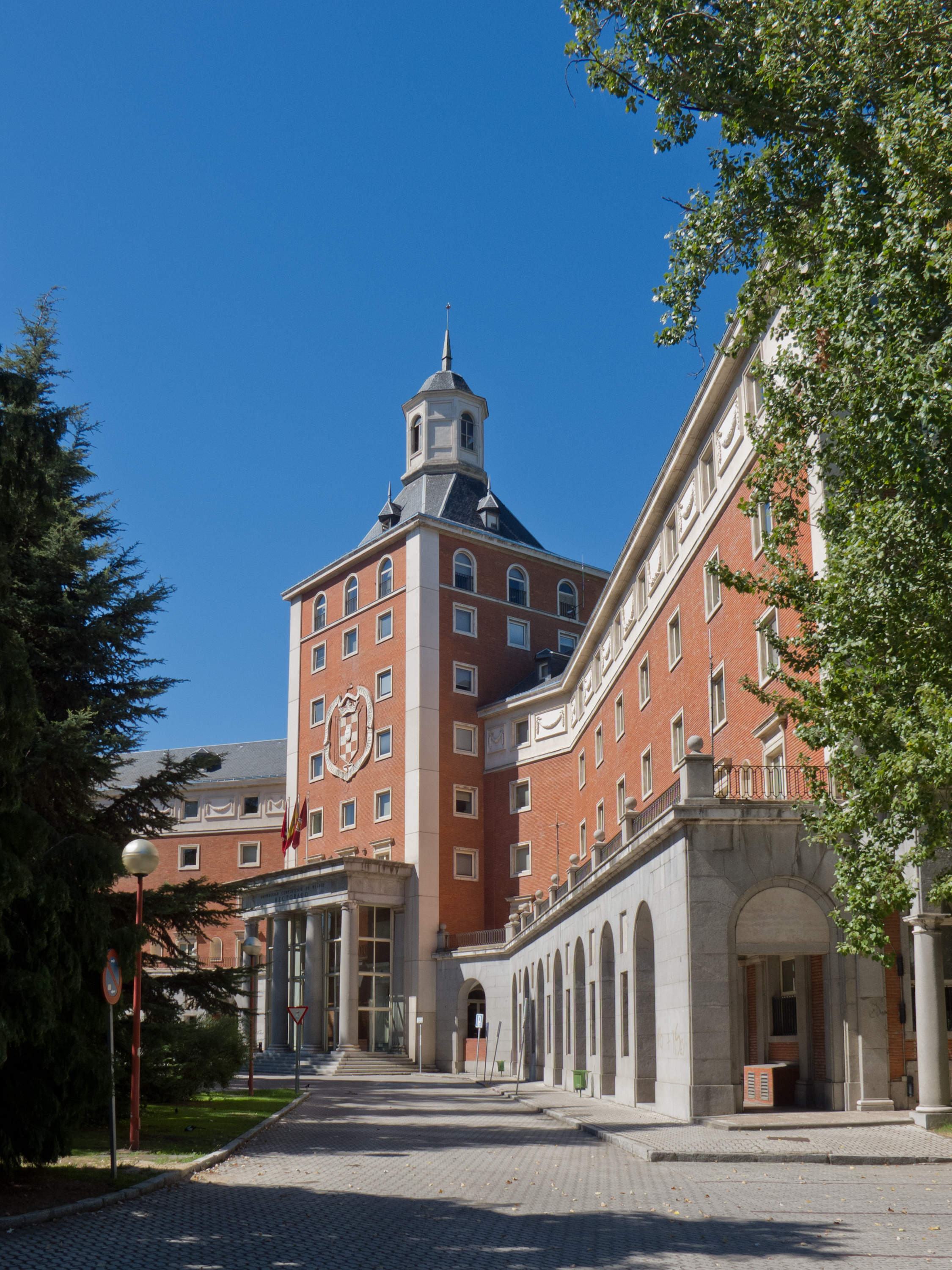
Rectorat de « La Complu », Cité universitaire.

Ses origines remontent à la fondation à Alcalá de Henares de l'Estudio de Escuelas Generales par le roi Sancho IV de Castille le 20 mai 1293. Avec l'accord du pape Alexandre VI, le cardinal Cisneros, ancien élève de l’Estudio et régent de la Couronne espagnole, fonda en 1499 l'Universitas Complutum (Complutum étant le nom latin de la ville d'Alcalá de Henares).
Il faut attendre l'an 1836, pour que la reine Isabelle II transfère l'université au cœur de Madrid en la baptisant Universidad Central. 
Les travaux du nouveau siège commencent sous la direction de Francisco Javier de Mariátegui (es), alors architecte majeur de Madrid. Marietegui meurt un an plus tard et Narciso Pascual Colomer prend l'œuvre en charge. Les cours commencent dans le nouveau bâtiment au cours de l'année 1844-1845, lorsque les facultés de droit et de philosophie et lettres y sont transférées. Pendant ce temps, les travaux de rénovation se poursuivent. Colomer rédige un nouveau projet de style néoclassique qu'il signe en 1847.
En 1927, le roi Alphonse XIII entreprit la construction d'un vaste campus aux alentours de Madrid. Cependant, la guerre civile fit de la cité universitaire un champ de bataille, détruisant une partie substantielle de son patrimoine humain, scientifique, artistique, bibliographique et immobilier.
Ce n'est qu'en 1970 que l'université reprit son nom original. Un nombre croissant d'élèves et la multiplication des protestations contre le régime de Franco incitèrent les autorités à créer un campus plus éloigné consacré aux sciences sociales : le campus de Somosaguas.
Aujourd'hui, l'université dispose de plusieurs centres à l'étranger, tels que le Collège des hautes études européennes Miguel-Servet à Paris ou le Real Colegio Complutense de Harvard à Boston (Massachusetts).

## L'université en chiffres
- Environ 80 000 étudiants
- Environ 6 000 professeurs

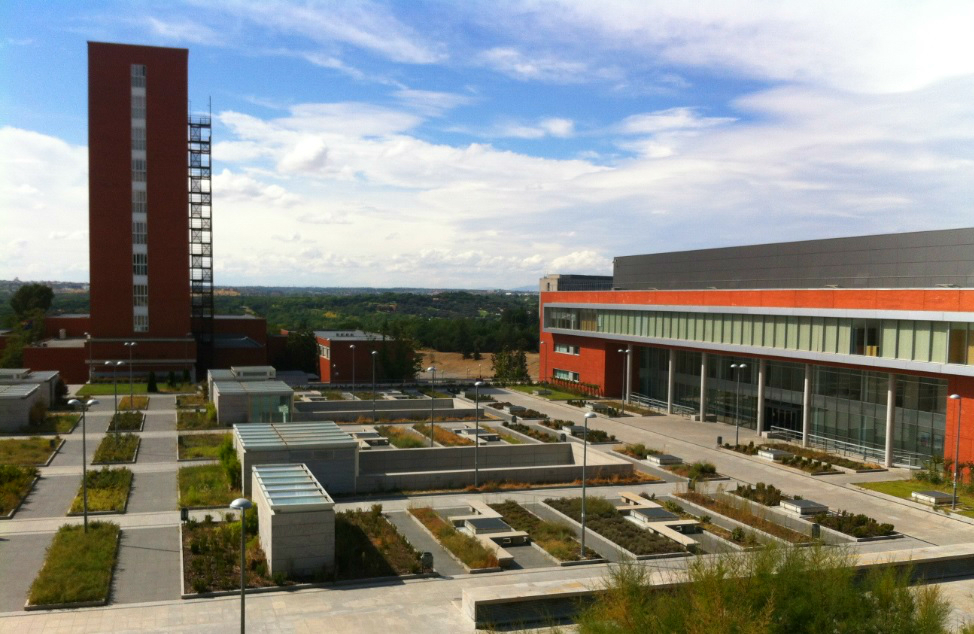
Faculté de géographie et d'histoire de la UCM.

- Un catalogue centralisé de 2 630 000 volumes

L'université Complutense de Madrid est la plus grande d'Espagne et la seconde d'Europe en nombre d'étudiants. La présence d'étudiants étrangers est particulièrement élevée en comparaison avec les autres universités espagnoles : en 2013, 11,5 % des étudiants étaient étrangers, alors que la moyenne des universités espagnoles se situe à 3,2 %.
Ces derniers proviennent en majorité d'Amérique latine, mais aussi d'Europe et d'Asie.
L'université Complutense de Madrid a toujours été réputée pour son fort activisme étudiant et ses nombreuses manifestations. Durant l'année 2012-2013, on pouvait comptabiliser 81 associations. Les facultés avec le plus grand nombre d'étudiants sont celles de science politique et sociologie ainsi que celle de droit.

## Personnalités liées à l'université

### Professeurs
- José Casares Gil (1866-1961), chimie physique et chimie analytique
- Ernest Fourneau (1872-1949), chimie thérapeutique
- Enrique Moles (1883-1953), chimie inorganique
- Antonio Madinaveitia (1890-1974), chimie organique
- Francisco Bustelo (1933), économie
- Josep Borrell (1947), économie
- Mercedes Cabrera (1951), science politique
- Fernando María Castiella (1907-1976), droit.
- Ana Palacio (1948), sciences politiques
- Juan Luis Arsuaga (1954), archéologie, anthropologie
- Juan Carlos Monedero (1963), science politique
- Pablo Iglesias Turrión (1971), science politique
- María Ángeles Durán (1942 -) sociologie
- David Hernández de la Fuente (1947), homme de lettres et helléniste espagnol

### Étudiants
De très nombreuses personnalités espagnoles de science, de la politique, de la culture ont étudié à l'université Complutense.
- José Ortega y Gasset (1883-1955), philosophe
- Matilde Huici (1890-1965), l'une des premières femmes à exercer le métier d'avocate en Espagne
- María Teresa Fernández de la Vega (1949), ancienne vice-présidente du gouvernement
- Adolfo Suárez (1932-2014), ancien président du gouvernement
- Fernando González Bernáldez (1933-92), écologue, universitaire
- Carlota Bustelo (1939-), femme politique féministe
- Josep Borrell (1947-), ancien président du Parlement européen
- Rodrigo Rato (1949-), ancien directeur du FMI
- Javier Marías (1951-), journaliste et écrivain
- José María Aznar (1953-), ancien président du gouvernement
- Chema Madoz (1958-), photographe
- Cristina de Borbón y Grecia (1965-), infante d'Espagne
- María de los Ángeles Alvariño González (1967-), océanographe réputée pour ses découvertes d'espèces maritimes
- Cristina López Barrio (1970-), écrivaine
- Pedro Sánchez (1972-), président du gouvernement
- Alejandro Amenábar (1972-), réalisateur (renommé pour ses films Les Autres et Agora)
- Letizia Ortiz Rocasolano (1972-), reine consort d'Espagne
- Pablo Iglesias Turrión (1978-), professeur de science politique, présentateur de télévision et leader du parti Podemos
- Odome Angone (1980-), écrivaine et professeur d'origine gabonaise
- Julia Varela (1981-), journaliste
- Ainhoa Rodríguez (1982-), réalisatrice
- Alberto Bárcena Pérez, historien
- Ebbaba Hameida, journaliste saharoui
- Sol Calero, artiste vénézuélienne
- Mirta Núñez, historienne
- Bertrand Ndongo, conseiller politique et polémiste camerounais, membre du parti d'extrême droite espagnol Vox